# Sphaeronectes gracilis
Sphaeronectes gracilis är en nässeldjursart som först beskrevs av Claus 1873.  Sphaeronectes gracilis ingår i släktet Sphaeronectes och familjen Sphaeronectidae. Inga underarter finns listade i Catalogue of Life.